# جون بارك
جون بارك هو مغني وممثل كوري جنوبي، ولد في 20 يوليو 1969 بسول في كوريا الجنوبية.

## وصلات خارجية
- جون بارك على موقع IMDb (الإنجليزية)
- جون بارك على موقع ميوزك برينز (الإنجليزية)
- جون بارك على موقع أول موفي (الإنجليزية)
- جون بارك على موقع قاعدة بيانات الأفلام السويدية (السويدية)
- جون بارك على موقع قاعدة بيانات الفيلم (الإنجليزية)
- جون بارك على موقع كينوبويسك (الروسية)